# 贫农委员会
贫农委员会（俄语：Комитеты Бедноты）是1918年下半年苏俄布尔什维克在俄罗斯乡村地区建立的机构，用于组织贫农以推行政府政策，其主要职责为协助布尔什维克强制征收农民持有的粮食，多数贫农委员会于1918年后被解散，并被当地建立的苏维埃取代。